# Andris Nelsons
Andris Nelsons (Riga, 18 november 1978) is een dirigent uit Letland.

## Biografie
Nelsons komt uit een gezin van musici. Zijn moeder heeft een ensemble voor oude muziek opgericht, zijn vader is dirigent, cellist en muziekleraar en zijn stiefvader is koordirigent. Op vijfjarige leeftijd namen zijn ouders hem mee naar een opvoering van Tannhäuser van Wagner, waarvan de muziek een hypnotiserend effect op hem had: "Ik huilde toen Tannhäuser stierf. Ik geloof nog altijd dat dit de belangrijkste gebeurtenis uit mijn jeugd was".

## Loopbaan
Nelsons studeerde piano en trompet aan de muziekvakschool Emil Dārziņš van het conservatorium in Riga. Hij zong ook bas-bariton in het ensemble van zijn moeder. Verder was hij trompettist in het orkest van de Letse Nationale Opera. Later studeerde hij orkestdirectie bij Alexander Titov aan het Conservatorium van Sint-Petersburg. Hij volgde masterclasses bij Neeme Järvi en Jorma Panula. In 2002 werd zijn landgenoot en voorbeeld, dirigent Mariss Jansons, zijn mentor.
Van 2003 tot 2007 was Nelsons chef-dirigent van de Letse Nationale Opera en van 2006 tot 2009 van de Nordwestdeutsche Philharmonie in Herford. In juli 2010 debuteerde hij als dirigent bij de Bayreuther Festspiele in een nieuwe productie van Lohengrin van Wagner. Voor het seizoen 2016 is hij geëngageerd voor Parsifal.
Nelsons dirigeerde tot nu toe bij tal van orkesten, onder meer het Koninklijk Concertgebouworkest in Amsterdam. Met het City of Birmingham Symphony Orchestra nam hij werken van Tsjaikovski, Richard Strauss en Igor Stravinsky op. Van dit orkest was hij chef-dirigent van 2008 tot 2015. Met ingang van het seizoen 2014-2015 is hij benoemd tot chef van het Boston Symphony Orchestra met een contract voor vijf seizoenen. Sinds februari 2018 is hij "Kapellmeister" van het Gewandhausorchester in Leipzig
Op 1 januari 2020 dirigeerde Andris Nelsons voor de eerste keer het Nieuwjaarsconcert van de Wiener Philharmoniker in Wenen.

## Privéleven
Nelsons was van 2009 tot 2018 getrouwd met de Letse sopraan Kristine Opolais.
- Bibsys: 11053177
- Bibliothèque nationale de France: cb15633588v (data)
- CiNii: DA17306093
- Gemeinsame Normdatei: 135471206
- International Standard Name Identifier: 0000 0001 0977 3403
- Library of Congress Control Number: n2008048568
- Nationale Bibliotheek van Letland: 000068467
- MusicBrainz: 14ced464-fd2f-4140-8fc6-c433bdd1c874
- Nationale Bibliotheek van Tsjechië: xx0152662
- Nationale Bibliotheek van Israël: 987007446484505171
- Nederlandse Thesaurus van Auteursnamen: 351183582
- Istituto Centrale per il Catalogo Unico: UBOV332990
- Système universitaire de documentation: 125068905
- Virtual International Authority File: 59411995
- WorldCat: E39PBJj8Xvt6gwG3W7tgBfRtKd